# Black operation

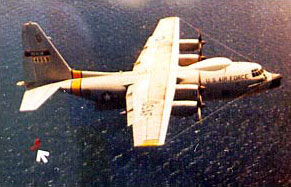
Un aereo Lockheed MC-130 "Combat Talon I" impegnato in una missione di recupero clandestina di un agente segreto mediante il cosiddetto "metodo Fulton" (1950)

La black operation o black op (in inglese «operazione nera») è un'operazione segreta intrapresa da un governo o un'organizzazione militare la quale, oltre a essere operata in clandestinità, implica eventuali azioni illegali o al limite della legalità secondo il diritto internazionale; infine, la sua realizzazione non è quasi mai imputabile all'organizzazione realmente coinvolta. Quando una black operation comporta un grado significativo di inganno e di dissimulazione di ciò che sta realmente dietro a essa, anche facendo apparire come responsabile di essa qualche altra entità o nazione, è detta false flag (falsa bandiera, poiché batte una bandiera che non è la sua, cioè fa apparire che ad operare sia stato un ente diverso da quello effettivo).

## Esempi
Un tipico esempio di black op è quella portata avanti nel 2003-04 in Iraq dall'esercito degli Stati Uniti presso la prigione di Abu Ghraib, durante la seconda guerra del Golfo, dove un rapporto dal nome in codice Copper Green ordinava espressamente ai membri che avevano accesso al programma di esercitare forme di tortura e di sevizie sui prigionieri catturati, tutto ciò segretamente e in netta violazione dei diritti umani. Il caso fu poi scoperto e rivelato alla stampa statunitense ed internazionale dal giornalista statunitense Seymour Hersh.
Secondo alcune fonti, anche la vicenda della morte di Osama bin Laden annunciata nel 2011 sarebbe stata in realtà un'operazione di copertura operata dalla CIA e nota a un numero ristrettissimo di persone. Bin Laden sarebbe stato infatti già precedentemente ucciso da una squadra di mercenari commissionati dalla Casa Bianca, e il video della cattura realizzato sarebbe stato falso. Tali supposizioni secondo alcuni sarebbero suffragate dal fatto che quasi l'intera squadra di militari legati all'operazione morì poco tempo dopo in un incidente di elicottero, andato improvvisamente in avaria.

## Divisioni

### Stati Uniti
Negli Stati Uniti esiste la Special Activities Division (SAD), una divisione del National Clandestine Service (CIA) preposta alle covert operations e alle black operations oltre che ad altre "attività speciali" che comprendono azioni politiche occulte e operazioni speciali paramilitari. Nella SAD coesistono due distinti gruppi, uno per le operazioni paramilitari ed un altro per quelle politiche. Pertanto, il Political Action Group si occupa delle azioni clandestine collegate all'influenza politica, guerra psicologica e guerra economica. Analogamente, lo Special Operations Group (SOG) è incaricato delle operazioni paramilitari. Esse annoverano la raccolta di intelligence in paesi e zone ostili, e tutte le operazioni militari o di intelligence, concernenti gravi minacce alla sicurezza nazionale, alle quali il governo degli Stati Uniti non desidera essere palesemente associato.